# The Grey Fox
Pour plus de détails, voir Fiche technique et Distribution.
The Grey Fox est un film canadien réalisé par Phillip Borsos, sorti en 1982.

## Fiche technique
- Titre original : The Grey Fox
- Réalisation : Phillip Borsos
- Scénario : John Hunter
- Directeur artistique : Ian D. Thomas[1]
- Chef décorateur : Bill Brodie
- Décorateur de plateau : Kimberley Richardson
- Costumes : Christopher Ryan
- Maquillage : Ilona Herman (makeup supervisor)
- Photographie : Frank Tidy
- Montage : Frank Irvine
- Musique : Michael Conway Baker
- Production : 
  - Producteur : Peter O'Brian
  - Producteur exécutive : David Brady
  - Producteur associée : John Board
  - Coproduction : Phillip Borsos, Barry Healey
- Société(s) de production : Zoetrope Studios, Mercury Pictures, Canadian Film Development Corporation, Famous Players, David Brady Productions
- Société(s) de distribution :  United Artists Classics
- Budget : 
  - 4 500 000 $ CAD[2]
- Pays d'origine : Canada
- Année : 1982
- Langue : anglais
- Format : couleur – 35 mm – mono
- Genre : Film biographique, Film dramatique, Western
- Durée : 110 minutes
- Dates de sortie : 
  -  Canada : 16 décembre 1982
  -  États-Unis : 18 mars 1983
  -  France : nc

## Distribution
- Richard Farnsworth : Miner
- Jackie Burroughs (en) : Kate
- Ken Pogue : Jack Budd
- Wayne Robson : Shorty
- Timothy Webber : Fernie
- Gary Reineke : Dét. Seavey
- Jim McLarty[3] : Accomplice
- Stephen E. Miller : Danny Young

## Distinctions

### Récompenses
- Western Writers of America 1980 :
  - "Spur Award du meilleur script" pour John Hunter
- Festival des films du monde 1982 :
  - "Meilleur film canadien"[4]
- Taormina International Film Festival 1982 :
  - "Golden Mask" pour Richard Farnsworth
- Motion Picture Sound Editors 1984 :
  - "Best Sound Editing - Foreign Feature - ADR"
- Prix Génie 1984 :
  - Meilleur film
  - Meilleure actrice dans un second rôle pour Jackie Burroughs
  - Meilleur acteur étranger pour Richard Farnsworth
  - Meilleur réalisateur pour Phillip Borsos
  - Meilleur scénario original pour John Hunter
  - Meilleure musique pour Michael Conway Baker
- London Film Critics Circle 1986 :
  - "Acteur de l'année" pour Richard Farnsworth[5]

### Nominations
- Taormina International Film Festival 1982 :
  - "Golden Charybdis" pour Phillip Borsos
- Golden Globes 1984 :
  - Meilleur acteur dans un film dramatique pour Richard Farnsworth
  - Meilleur film étranger
  - Meilleure direction artistique pour Bill Brodie
- Prix Génie 1984 :
  - Meilleur acteur dans un second rôle pour Gary Reineke
  - Meilleur acteur dans un second rôle pour Wayne Robson
  - Meilleurs costumes pour Christopher Ryan
  - Meilleur montage pour Frank Irvine
  - Meilleur montage son pour Rod Crawley, Tony Currie, Peter Thillaye, Bruce Nyznik
  - Meilleur "Overall" son pour Joe Grimaldi, Rob Young, Austin Grimaldi